# Запал (устройство)
Запа́лът е средство за възпламеняване на заряда за взрив на ръчни гранати и при артилерийските оръдия XV – XVII век. (а при някои артилерийски системи и до XX век), а също и за възпламеняване на заряда в минните и подривните работи. Запалите биват с мигновено (например – МД-2) или със забавено (ЗДП) действие.